# Mark Regnerus
Mark Daniel Regnerus (ur. 1971) – amerykański socjolog, profesor na Uniwersytecie Teksańskim w Austin, oraz starszym członkiem i współzałożycielem Austin Institute for Study of Family and Culture. Jego badania dotyczą zachowań seksualnych, rodziny, małżeństwa i religii. Jest autorem ponad 40 opublikowanych artykułów i rozdziałów książkowych oraz czterech książek. Jego praca obejmuje również analizę badań w dziedzinie seksualności, a także prace badawcze nad religią, małżeństwem i płodnością w Europie Wschodniej.

## Edukacja
Regnerus ukończył McBain Rural Agricultural High School w McBain w stanie Michigan w roku 1989. Później uczęszczał do Trinity Christian College, gdzie w roku 1993 uzyskał tytuł Bachelor of Arts z socjologii. Tytuł magistra uzyskał na Uniwersytecie Karoliny Północnej w Chapel Hill w roku 1993, a w roku 2000 na tym samym uniwersytecie obronił doktorat. Jego rozprawa doktorska pt. Adolescent Socialization and Avoiding Trouble: A Perspective on Religious Influences została napisana pod kierownictwem Christiana Smitha, z którym Regnerus opracował we współautorstwie szereg artykułów naukowych na temat religii i zachowań społecznych. Pracował jako badacz w Carolina Population Center, następnie objął stanowisko dyrektora Centrum Badań Społecznych na Calvin College, gdzie pracował do roku 2002. Później objął stanowisko adiunkta na University of Texas w Austin, gdzie w 2007 roku został profesorem nadzwyczajnym tej uczelni, a w roku 2018 profesorem.

## Kariera
Na początku swojej kariery Regnerus badał wpływ religii na zachowanie nastolatków i młodych dorosłych. W 1999 i 2001 Regnerus (i jego współautorzy) otrzymał nagrodę Distinguished Article Award od Sociology of Religion Section of American Sociological Association. Jego dwie pierwsze książki to Premarital Sex in America: How Young Americans Meet, Mate, and Think about Marrying, Forbidden Fruit: Sex and Religion in the Lives of American Teenagers. Jego trzecia książka – Cheap Sex: The Transformation of Men, Marriage, and Monogamy (2017) – opisuje świat, który powstał przez wpływ technologii na współżycie i seksualność. Jego najnowsza książka, The Future of Christian Marriage (Oxford, 2020), jest studium opartym na analizie siedmiu krajów dotyczącym zanikającej skłonności do małżeństwa. Wszystkie cztery książki zostały opublikowane przez Oxford University Press.
Opublikowane badania Regnerusa są szeroko recenzowane, między innymi w takich pismach jak The New Yorker, The Atlantic Monthly i The Wall Street Journal. Współpracuje z First Things, National Review oraz Public Discourse. Był także autorem „Badania nowych struktur rodzinnych” (ang. the New Family Structures Study, NFSS) w 2012 roku, które zostało opublikowane w czasopiśmie Social Science Research, na temat względnie optymalnych wyników młodych dorosłych wychowanych w biologicznie nienaruszonych rodzinach opartych na małżeństwie. Uwagę przykuły jego popularne teksty, w tym artykuł zatytułowany „Seks jest tani”, który był dziewiątym najczęściej pobieranym artykułem na Slate w 2011 roku.
W 2020 r. Towarzystwo Katolickich Naukowców Społecznych przyznało Regnerusowi Nagrodę Piusa XI 2020, przyznawaną corocznie osobie, której wysiłki przyczyniły się do zbudowania „prawdziwej katolickiej nauki społecznej”.